# Харлинген (Нидерланды)
Ха́рлинген (нидерл. Harlingen МФА: [ˈhɑrlɪŋə(n)]о файле, з.-фриз. Harnsо файле) — город и община в Нидерландах.

## География и экономика
Город и порт Харлинген расположен на севере Нидерландов, в провинции Фрисландия. Основными занятиями жителей этой общины является сельское хозяйство, ловля рыбы и добыча морепродуктов, а также обслуживание судов и туристов. В городе сохранились рыболовный порт, в который могут заходить также крупнотоннажные траулеры. В основном порт Харлингена принимает выловленных устриц и других моллюсков, а также занимается транзитными перевозками (скота, леса, гравия и т. д.). При порте имеется несколько небольших верфей, занимающихся в основном ремонтом судов и строительством яхт.
Из порта Харлингена поддерживается постоянное морское пассажирское сообщение с Западно-Фризскими островами.

## История
В 1234 году сперва небольшое поселение Харлинген получило городские права, в первую очередь благодаря своему выгодному торговому положению на пересечении каналов, сухопутных и морских путей. В XIV—XVI веках город переживает время расцвета — в первую очередь благодаря экономической кооперации с городами Голландии. Местоположение Харлингена постепенно смещалось на восток — так как море на западе постоянно отмывало берег. В 1543 и 1565 последовало расширение города на север, в его черту вошла Северная гавань, в 1579 — в связи с переселением сюда группы фламандских меннонитов — на восток. До 1644 года в Харлингене было место стоянки фризского военно-морского флота (далее был переведён в Зюдерхафен).

## Известные уроженцы
- Феддес, Питер (1588—1634) — голландский живописец и гравёр.

## Галерея

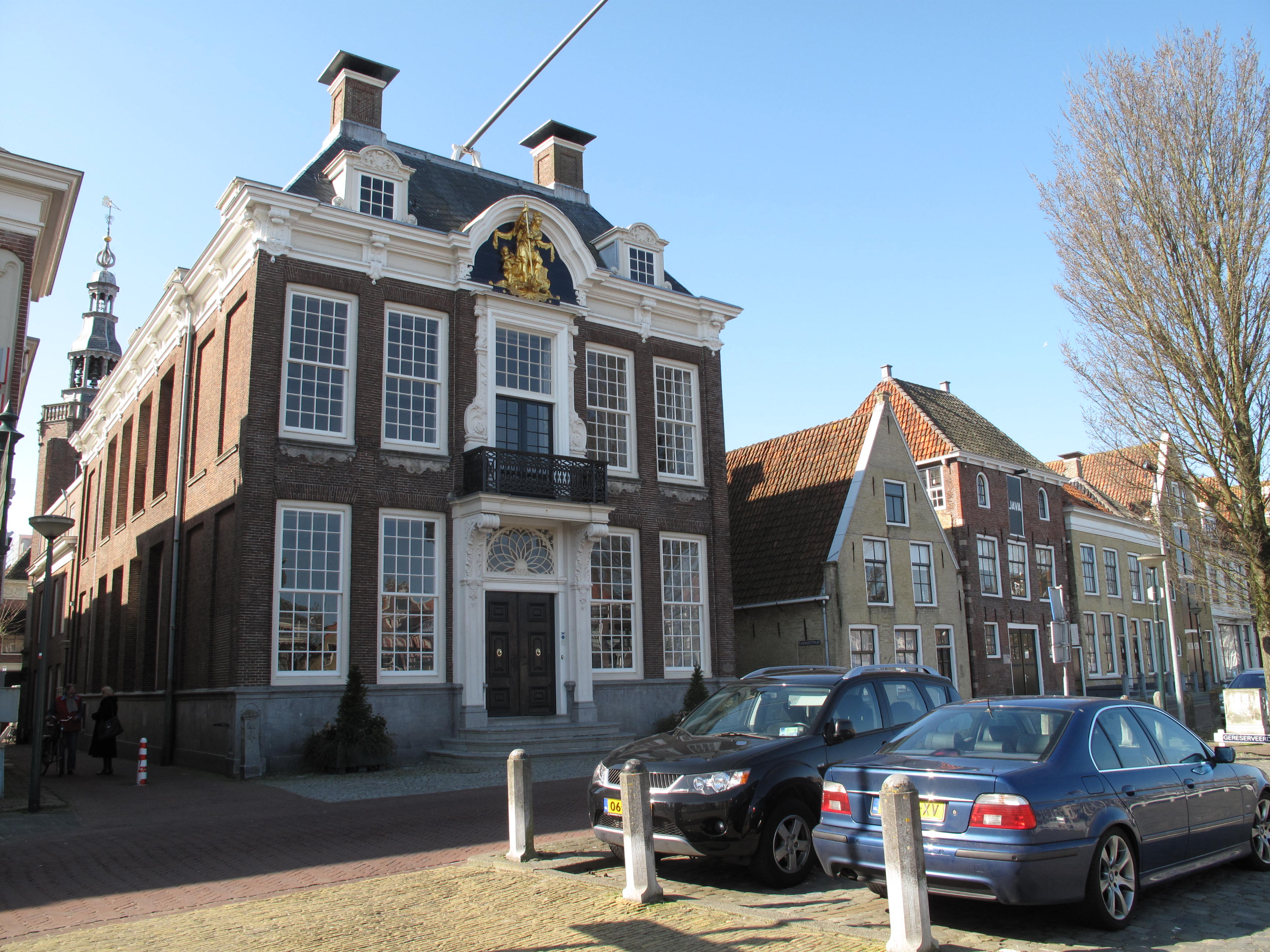
Харлинген. Здание муниципалитета
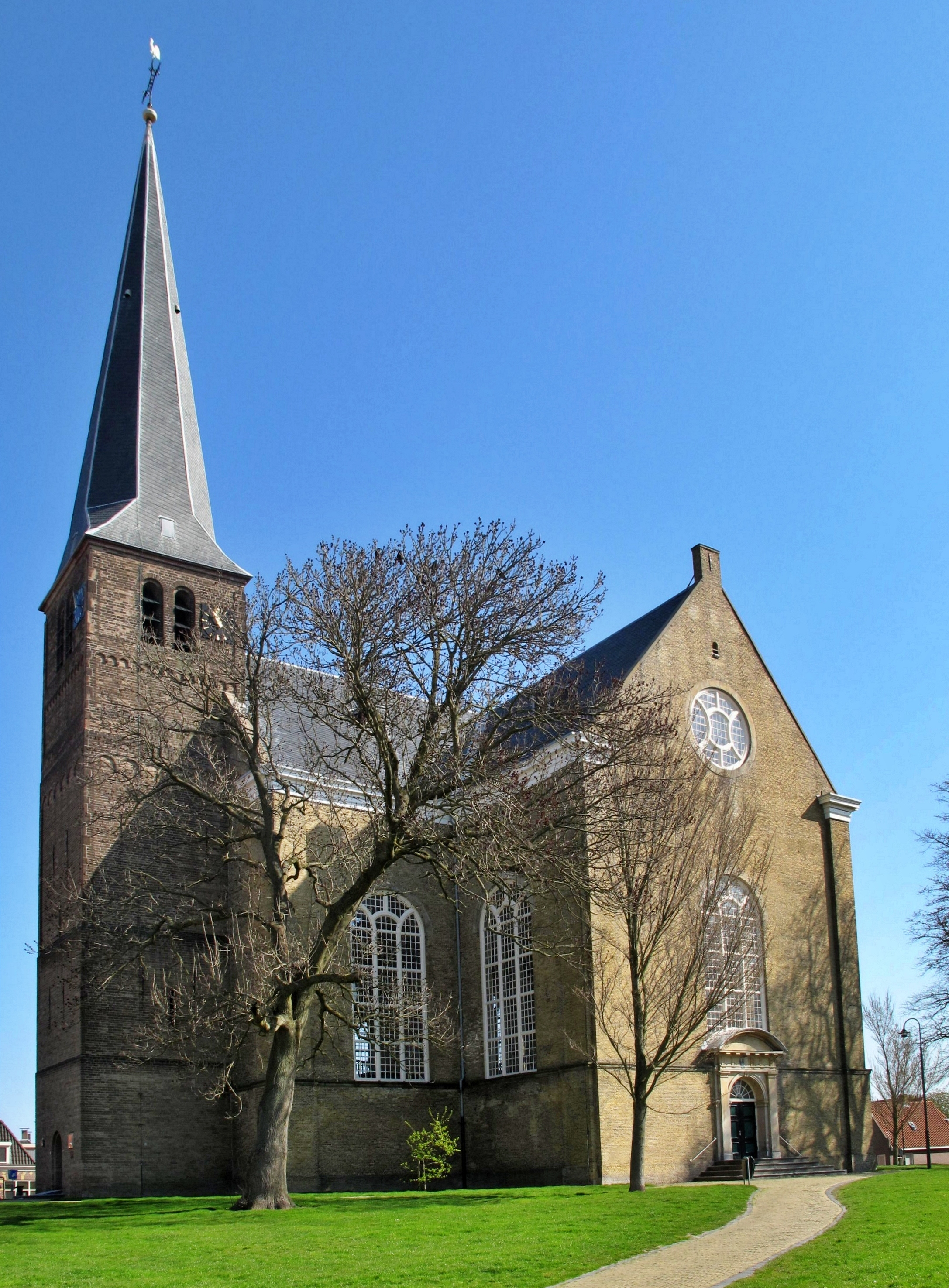
Харлинген. Церковь
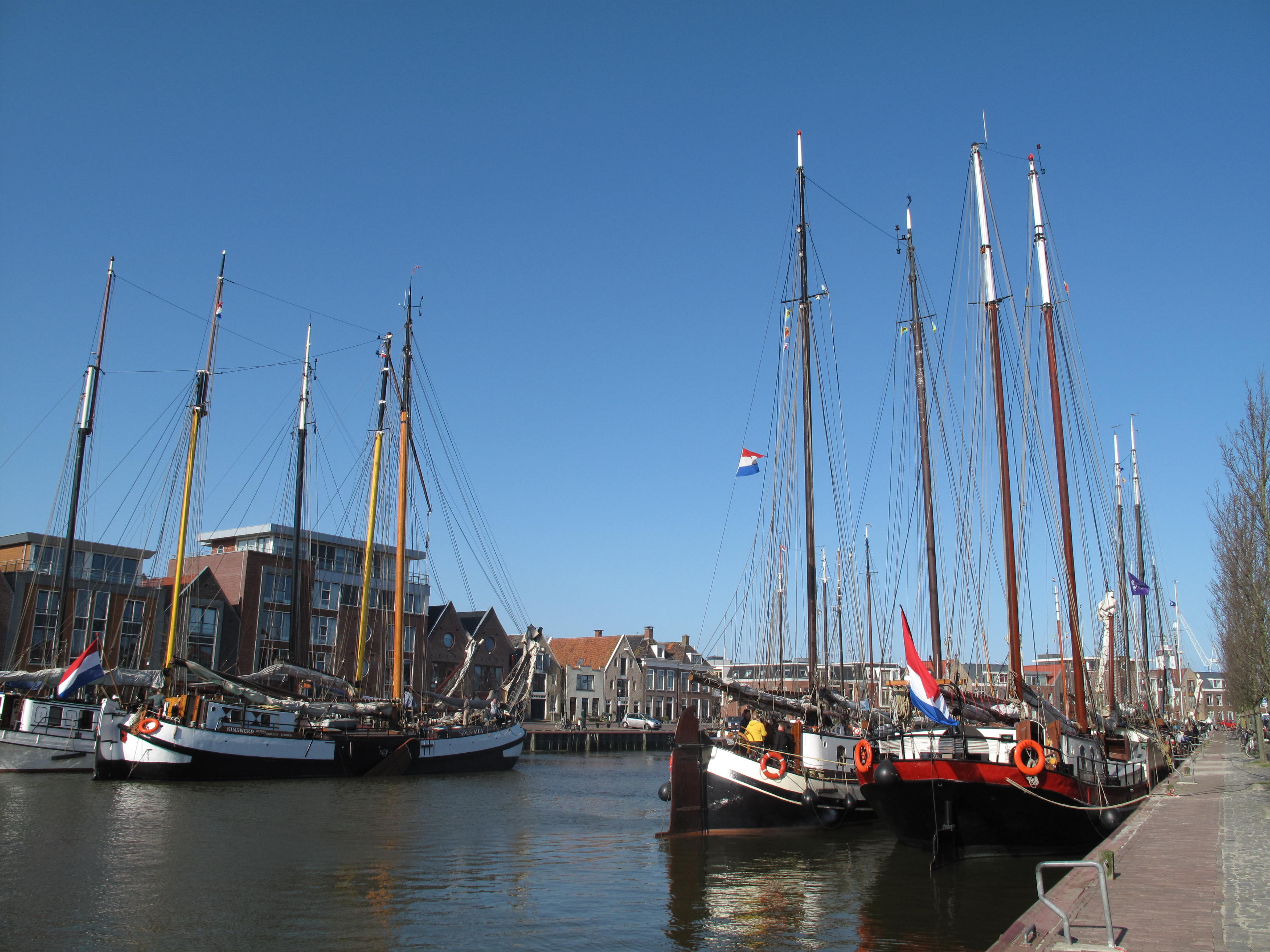
Харлинген. вид на порт
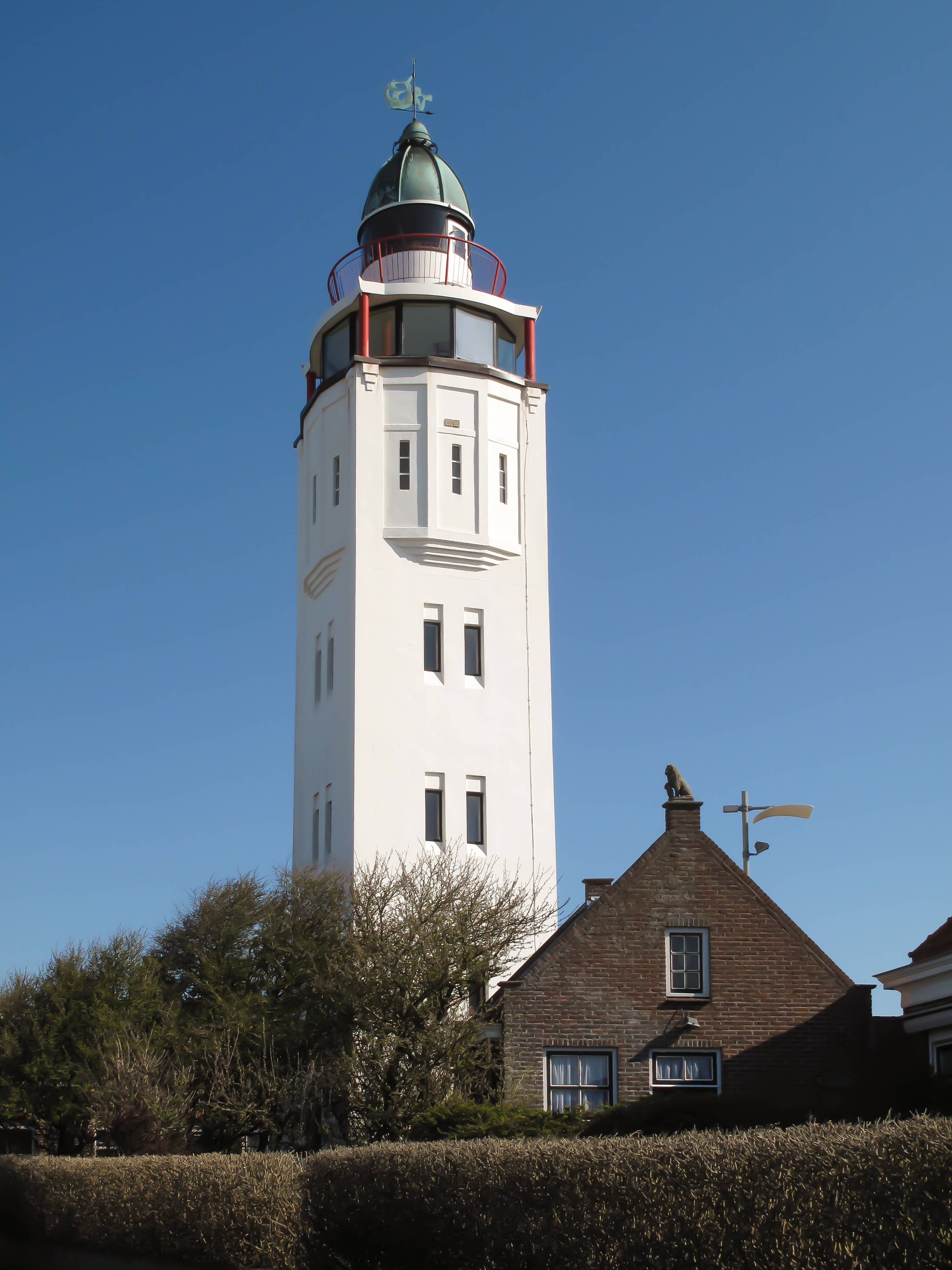
Харлинген. Маяк
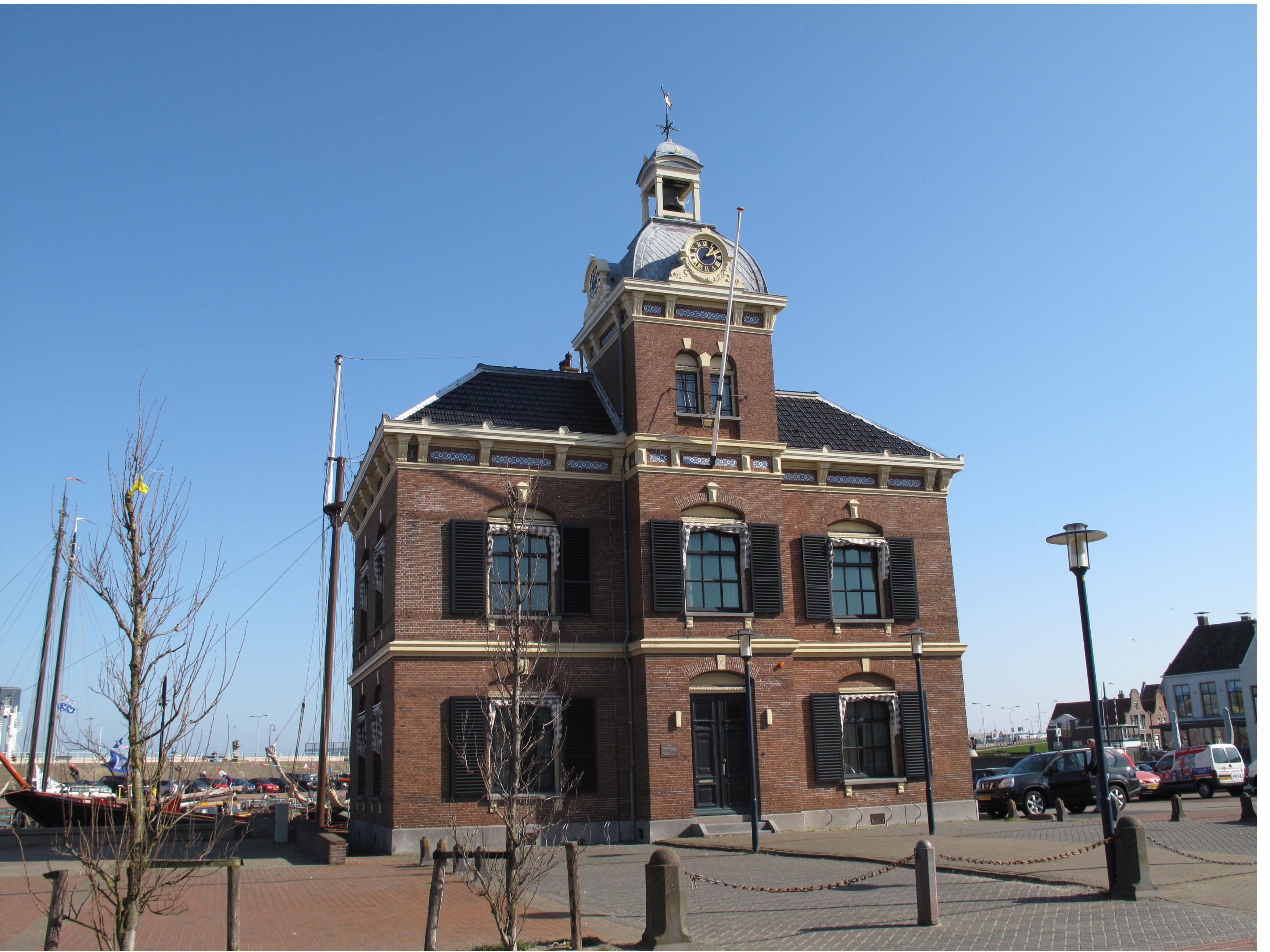
Харлинген. Здание-монумент
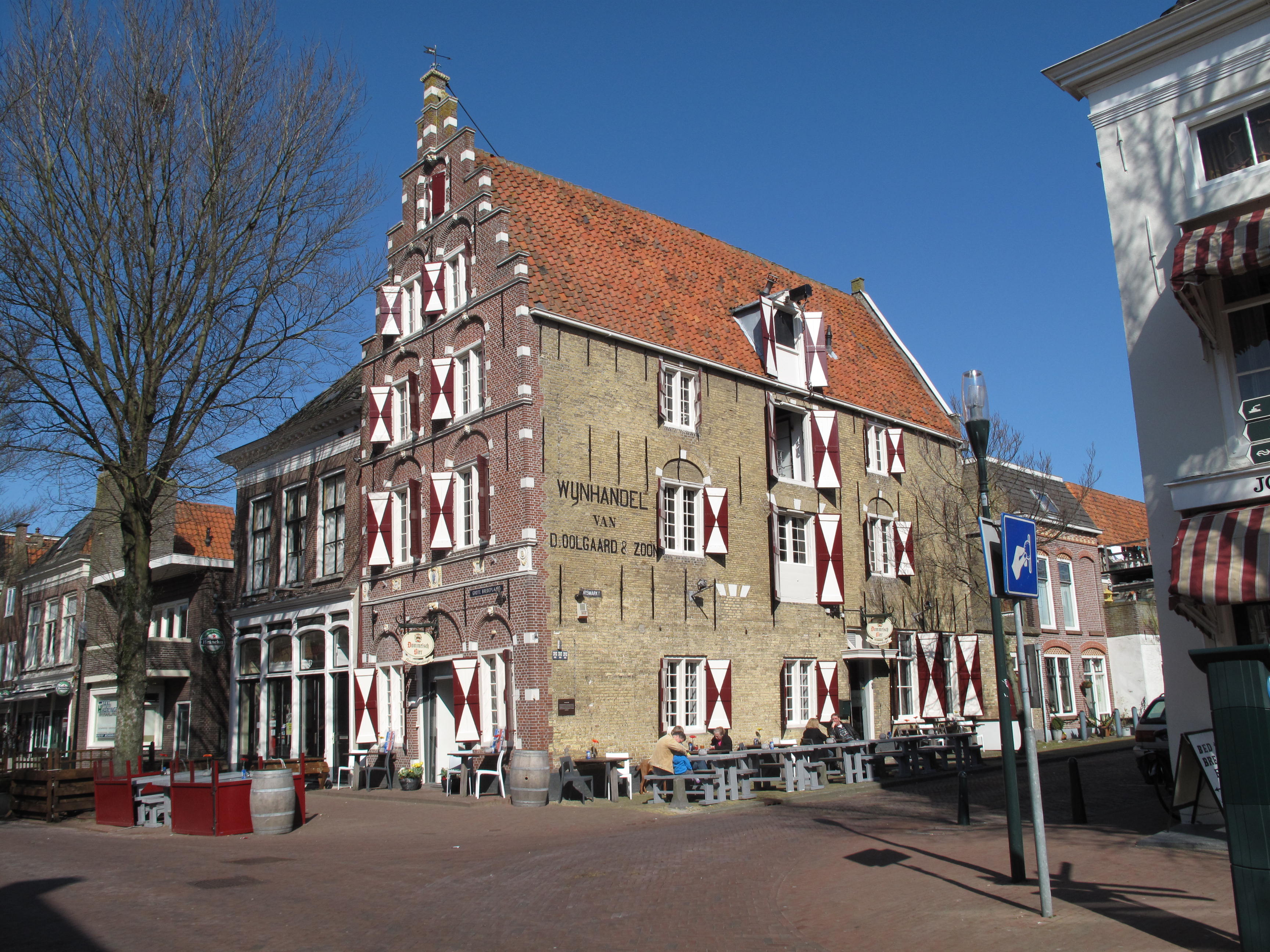
Харлинген. Здание-монумент
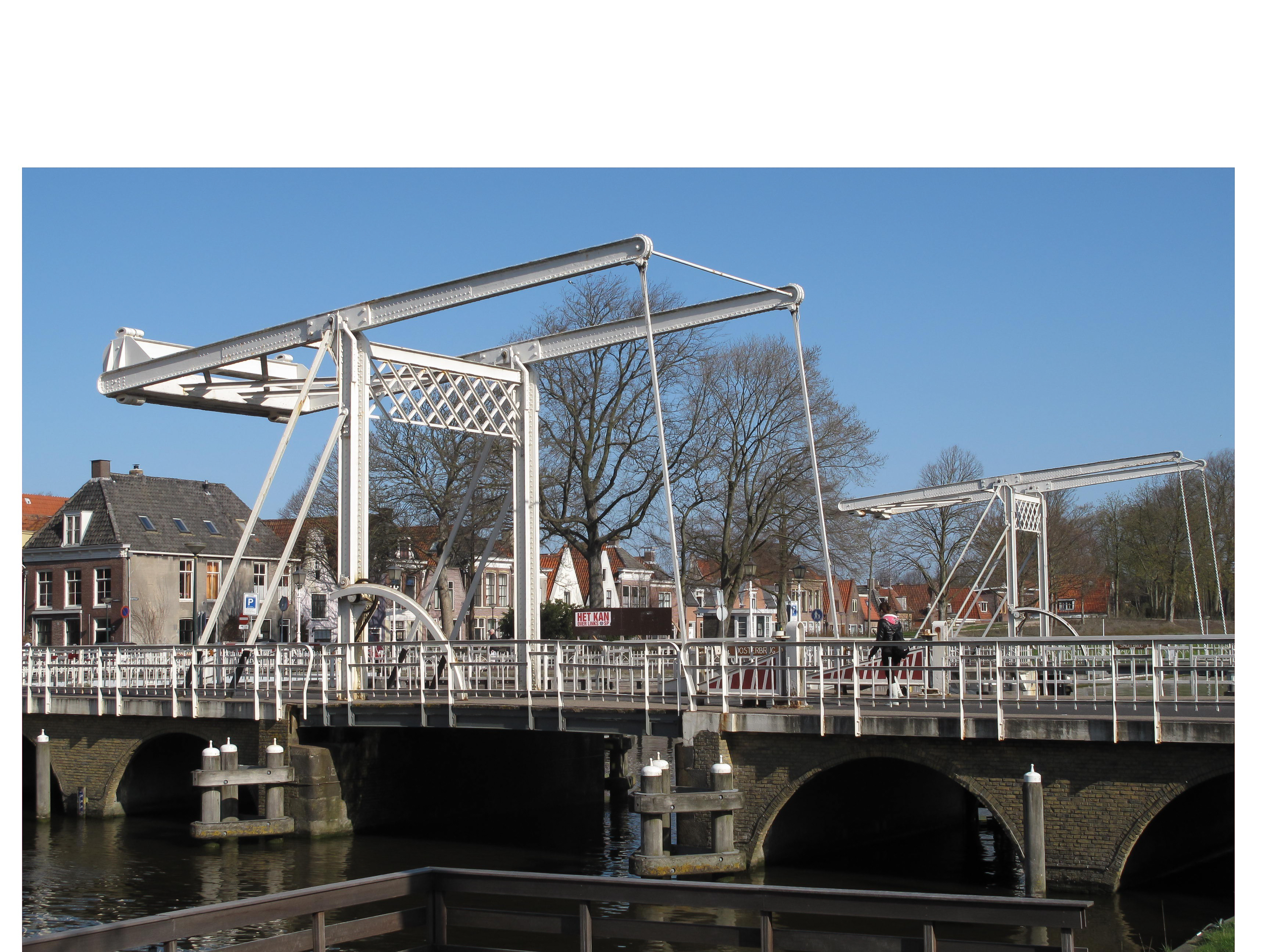
Харлинген. Два подъёмных моста
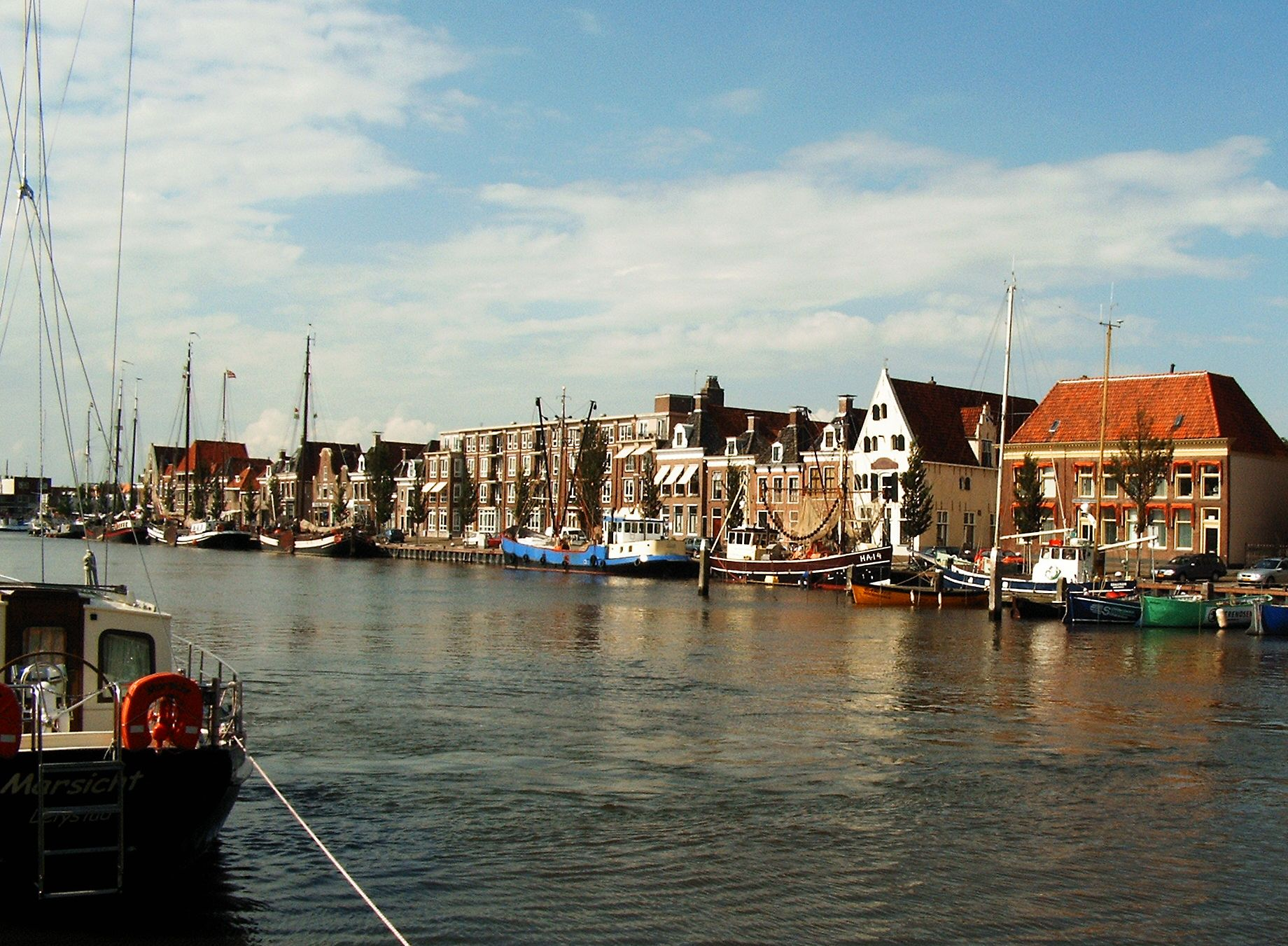